# Plano Ceibal
O Ceibal é um projecto socioeducativo do Uruguai. Foi criado pelo decreto do 18 de abril de 2007 "con el fin de realizar estudios, evaluaciones y acciones, necesarios para proporcionar un computador portátil a cada niño en edad escolar y a cada maestro de la escuela pública, así como también capacitar a los docentes en el uso de dicha herramienta, y promover la elaboración de propuestas educativas acordes con las mismas".
A sigla Ceibal é um retroacrónimo que significa "Conectividad Educativa de Informática Básica para el Aprendizaje en Línea".
O plano inspirou-se no projeto One Laptop per Child desenvolvido por Nicholas Negroponte no Fórum Económico Mundial de 2005. e originou-se a partir do conceito de que o progresso e o desenvolvimento nacional estão ligados às TIC, sendo estas um instrumento de criação de riqueza, melhora da qualidade de vida, do desenvolvimento humano e da inclusão social.
Sem precedentes no mundo pelo seu alcanço nacional, o plano permitiu que todos os cachopos dos centros educativos públicos recebam um computador portátil com ligação sem fios (Wi-Fi), tanto dentro como fora da aula, fornecendo desta maneira ligação a centros educativo e aos seus entornos em todo o território do Uruguai. Com o passar do tempo, nesses centros educacionais foram sendo instaladas redes Wi-Fi selectivas por MAC (permitindo só o acceso a computadores OLPC comprovando o endereço MAC do computador que se liga) e, filtrar através duma lista branca, nas quais só estão permitidos computadores OLPC. A partir de 2014, permitiu-se o ingresso de computadores portáteis não pertencentes ao Ceibal a este tipo de redes, através duma aplicação dum arquivo Java, e, a partir de 2015, através duma aplicação instalada no router, tendo que, em ambos casos, ter-se registado antes na central do Ceibal ou, então sendo docente.
Em 2016, os corolários precisos ainda estão em fase de análise e são motivo de debate no Uruguai, especialmente durante 2013 com o estudo independente feito pela Universidade da República que assinala que o plano teve impacto nulo em matemática e leitura. Repare que no livel médio tecnológico superior que oferece a Universidade do Trabalho do Uruguai, o Plano Ceibal não entregou as novas POSITIVO BGH, isto é, quem precisa mais e melhores recursos para as tarefas estudantis, mesmo que seja apenas para carregar uma folha de LibreOffice com muitas imagens e que o trabalha não se faça difícil por falta de recursos destas, e repare que os actuais beneficiários (1º e 2º do ciclo básico) realmente não utilizam geralmente estas ferramentas, não apenas pela razão de cada beneficiário (ruptura da máquina ou não levá-lo à aula) mas que faz falta um sistema que faça uso destas ferramentas, e como anteriormente mencionado, o mais necessitado é a Universidade, como por exemplo na orientação informática onde nem sempre dispõe-se da tecnologia precisa para criar máquinas virtuais e efectuar a parte prática da matéria (seja qual for). Então temos um espaço na educação onde tem-se um sistema que tem a necessidade de ter estas ferramentas (isto é, as mais relevantes das quais os alunos não são beneficiários) e o ciclo básico que sabemos a esta altura, não a tem ou não amostra a não ser que seja considerado que o accesso às redes sociais dos petizes é fundamental para o seu desenvolvimento académico porque estes recursos na sua maioria são desperdiçados nisto.

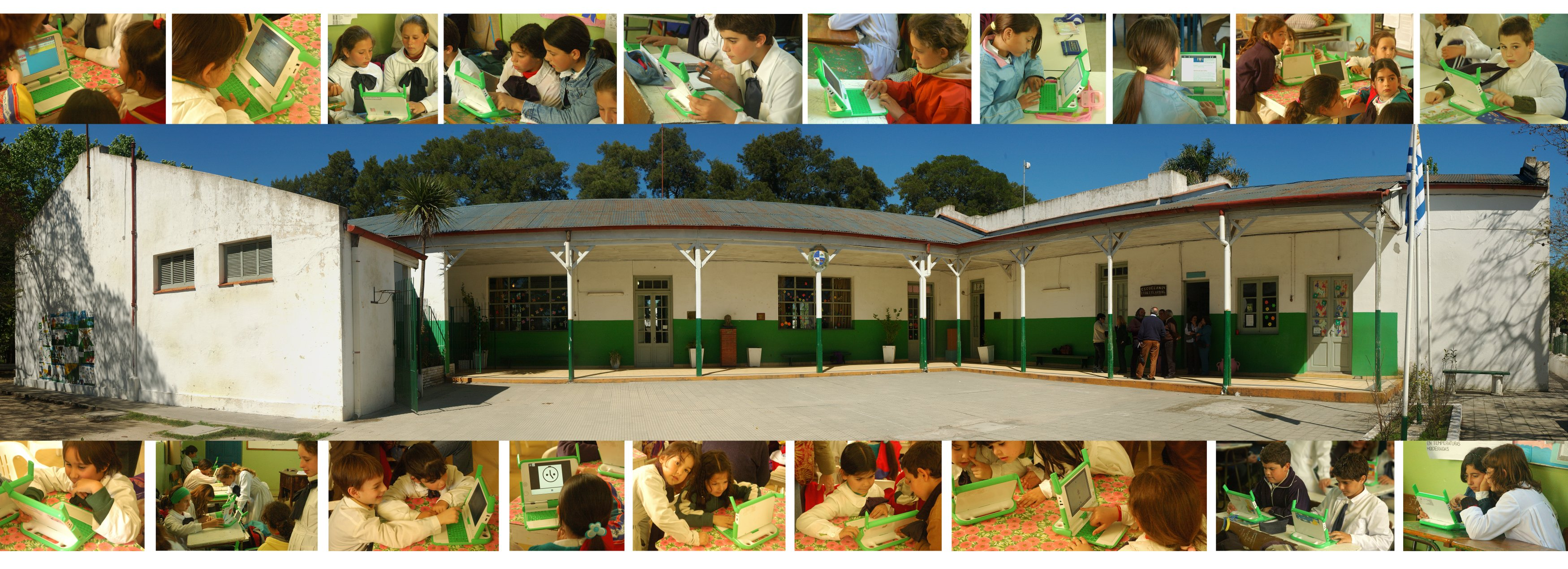
Panorama da Escola Italia (Cardal, Florida) e fotografias das crianças com as máquinas (outubro de 2007).

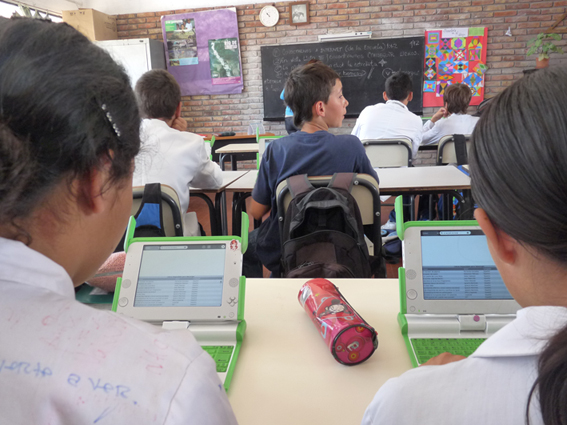
Estudantes do ensino público uruguaio utilizando o XO 1.0.

## Aparecimento

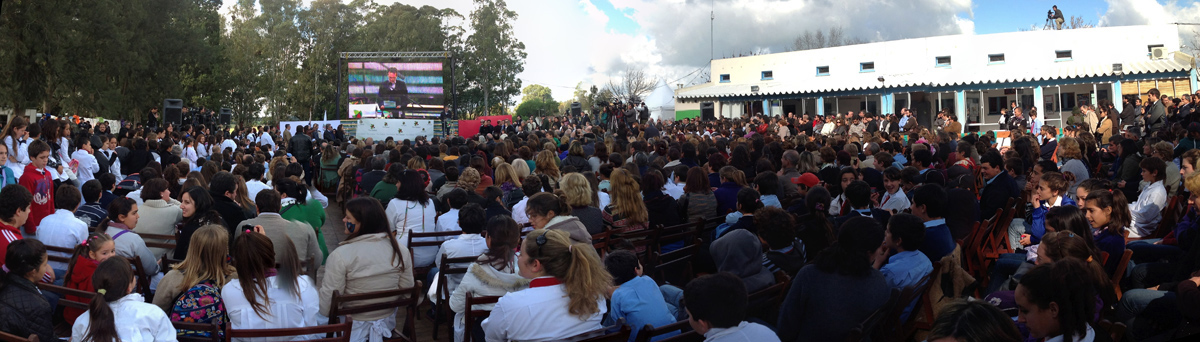
Acto ao cumprir-se cinco anos do Ceibal em Villa Cardal.

Segundo o presidente uruguaio Tabaré Vázquez, impulsor do plano, o objectivo do Ceibal permitiria contribuir a aumentar a conectividade e diminuir a brecha digital, conseguindo que o Uruguai seja líder regional nas tecnologias da informação. O objectivo a longo prazo do Ceibal é promover a justiça social através da promoção da igualdade de accesso à informação e a ferramentas de comunicação para toda a população.
O plano tem arrecadado bastante reconhecimento internacional desde o seu começo, dado que o Uruguai foi o primeiro país do mundo em completar um plano desse género.
No 31 de maio de 2012 ao fazer-se cinco ano do Ceibal fez-se um acto em Villa Cardal, no qual esteve o antigo presidente do Uruguai, José Mujica e o agora novamente presidente Tabaré Vázquez que naquela altura era ex-presidente. Nesse acto alguns adolescentes e crianças falaram acerca da evolução da sua experiência com o Plano, dado que passaram da escola primária à secundária acompanhados pelo  Ceibal.
Em 2013, fez-se um informe chamado "Profundizando en los efectos del Plan Ceibal", realizado por professionais do Instituto de Economía de la Udelar e financiado pelo Plano Ceibal e pela Administração Nacional de Educação Pública (ANEP). O infome afirma que a distribuição de computadores portáteis não tem tido um impacto favorável aos resultados académicos na leitura e em matemática dos estudantes de Educação Primária.

## Etapas
2007

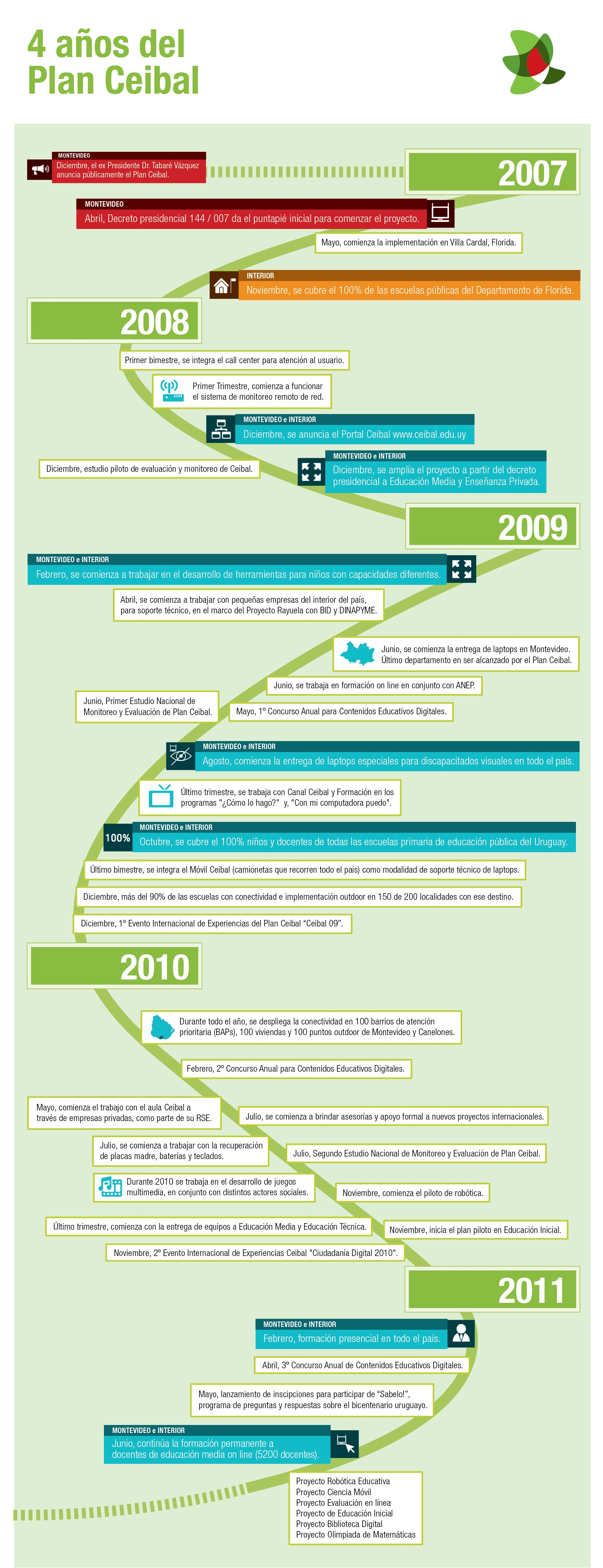

- Em abril o Decreto presidencial 144/007 marca o início do Plano para proporcionar a cada estudante e docente da escola pública um computador portátil, capacitar aos docentes no seu uso, e promover a elaboração de propostas educativas.
- Em maio inicia-se uma prova piloto em Villa Cardal (departamento de Florida), com a implementação para 150 alunos e os seus professores. Villa Cardal é uma povoação de 1.290 habitantes e tem apenas uma escola com 150 crianças. Para esta etapa utlizam-se máquinas que foram doadas pelo OLPC.
- Em outubro atribui-se através dum processo licitatório, a compra de 100.000 laptops XO da OLPC e 200 servidores.[12]
- No final de 2007, todos os petizes e professores do departamento de Florida têm as suas máquinas.

2008

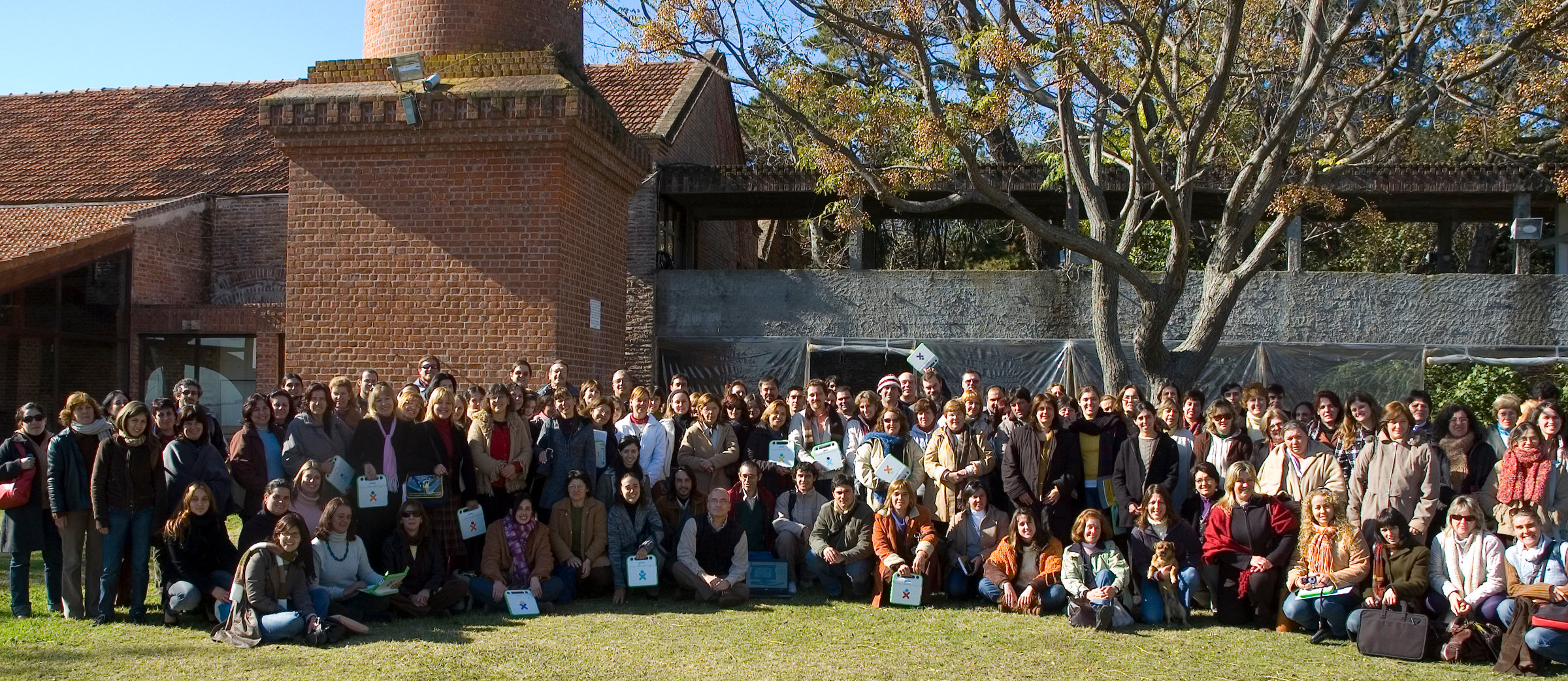
Fotografia d'alguns dos participantes das "II Jornadas de Educación y TICs. La XO una herramienta para apropiarse de la tecnología" desenvolvidas em Colónia do Sacramento os dias 5, 6 e 7 de junho de 2008, como amostra d'apoio ao Plano CEIBAL (junho de 2008).

- Antes do fim das aulas entregaram-se mais de 175.000, completando todo o país menos parte de Canelones, Montevideo y su área metropolitana.[13]
- Em setembro o Plano Ceibal e Teletón Uruguay assinam um convénio para fazer modificações nos computadores portáteis do Plano Ceibal para que os educandos que tenham alguma deficiência motriz possam usar a ferramienta.[14]
- Em dezembro cria-se o portal educativo do Plano Ceibal.

2009
- Em abril começam a trabalhar com pequenas empresas do interior do país para fornecer assistência técnica descentralizada, no marco do projecto Rayuela com o Banco Interamericano de Desarrollo e DINAPYME.[15]
- Em junho começam a trabalhar em conjunto com a Administración Nacional de Educación Pública na formação em linha.
- Em junho é feito o primeiro estudo nacional de avaliação e monitorização do Plano Ceibal.[16]
- Em agosto chegam os computadores às escolas privadas.
- Em agosto começam a entregar computadores a crianças com deficiências visuais.[17]
- Em outubro acaba-se de completar o Plano no resto de Canelones, Montevideu e su área metropolitana, com o qual todos os rapazes e docentes do país têm o seu computador portátil, abarcando um total de mais de 350.000 petizes e 16.000 professores.[18]

2010
- Em maio começa-se a trabalhar com as aulas Ceibal de empresas privadas, como parte do seu RSE.
- Em novembro começa o plano piloto de robótica.[19]
- Em outubro o Plano Ceibal começa a sua segunda etapa; entregando computadores aos alunos do ciclo básico de educação secundária e a alunos da UTU.

2011
- Em março o Plano Ceibal começa uma nova e ambiciosa etapa introduzindo computadores para os estudantes de jardins de infância.[20]
- Em agosto começa o programa de perguntas e respostas do Plano Ceibal, SABELO![21]

2012
- Em maio de 2012 ao cumprir-se cinco anos do Plano Ceibal faz-se um acto em Villa Cardal.

Durante este período o Plano continuou a crescer e foram-se consolidando os objectivos iniciais. No seguinte endereço aprecia-se uma infografia acerca dos resultados do CEIBAL en 2012: https://web.archive.org/web/20140214105223/http://www.ceibal.edu.uy/Articulos/Paginas/ceibalometro-2012.aspx
2013
- A 2 de outubro de 2013, o naquela altura presidente José Mujica, entregou o computador número um milhão, num acto feito na Escola N° 177 (Yugoslavia 307) do bairro Nuevo París, em Montevideu.[22]

## Organização do Plano Ceibal
A implementação e a coordenação central do plano está em mãos do Centro Ceibal, criado pela lei 18.640 de janeiro de 2010 como pessoa pública não estatal, e com o objectivo de promover os programas de apoio à educação pública. O seu conselho directivo está integrado por Miguel Brechner como presidente e em representação do Poder Executivo, Luis Garibaldi em representação do Ministério de Educação e Cultura (MEC), Héctor Florit em representação da Administração Nacional do Ensino Pública (ANEP), e Michael Borchard em representação do Ministério de Economia e Finanças (MEF).

### RAP Ceibal
A Rede de Apoio ao Plano Ceibal (RAP Ceibal) foi criada para apoiar o desenvolvimento do Plano. Tem voluntários em todo o país e trabalha em grupos formados em cada povoação. Os seus integrantes são voluntários e não precisam de ter conhecimentos informáticos. O seu objectivo é colaborar através de diferentes modalidades: participar na entrega das máquinas, realizar actividades com os pais e os familiares, desenvolver aspectos técnicos, ajudar os moços a darem os seus primeiros passos com os computadores, entre outras.

## Críticas e avanços

### Ineficácia económica
Em 2009 a revista britânica The Economist fez um balance do Plano Ceibal, e chamou-o de "projecto pioneiro" mas de resultado incerto e com vários problemas de execução. Segundo a revista, 380.000 educandos receberam o seu laptop, o que perfazia 5% do orçamento total do ensino, isto é, 100 milhões de dólares anuais.
Um dos problemas que destaca o jornal é o facto de que as primeiras 50.000 computadoras chegaram com o software em inglês e não em castelhano. Outra cousa que menciona é o elevado número de computadores estragados, chegando  nalgumas aulas da escola 95 de Montevideu, caso que toma como exemplo, ao 50% das máquina.
Segundo os últimos dados obtidos dos Informes de Avaliação e Monitorização do Plano Ceibal, do universo total de laptops distribuídas em primária a 2012, só 12% estão fora de funcionamento o que indica um decréscimo significativo em relação aos indicadores dos primeiros anos da gestão do Plano.
Explica que o maior problema técnico é a ligação, segundo um informe feito pelo governo indica que, 70% das escolas primárias, apenas a metade das laptops podem trabalhar de forma simultânea e que dous de cada cinco escolas rurais não têm ligação. Diz que isto obriga a levar os estudantes em autocarro a outras paragens para que possam fazer os testes.
Porém hoje em dia esses indicadores mudaram. A livel rural actualmente há entre sessenta e oitenta escolas com falta de ligação em todo o território nacional, o que perfaz menos de 10% escolas rurais do Uruguai. Estas escolas são parte da região que não tem energia eléctrica nem de UTE nem de painéis Ceibal (solução desenvolvida pelo Plano Ceibal para fornecer a quantidade de energia eléctrica precisa para ter Internet).

### Controlos e investigações
Aproximadamente cada dous anos o plano Ceibal faz uma monitorização e avaliação do impacto social do Plano Ceibal junto com o LATU e a ANEP com o objectivo de recolher diversos dados acerca do uso e do impacto social que têm as XO para a criança mas também para os seus arredores. Tal monitorização, feita pelo Departamento de Monitorização e Avaliação do Plano Ceibal criado em 2008, elabora informes que depois são publicados na página oficial do plano Ceibal e na página do Mec.

### Accesso a pornografia
A meados de 2008, vizinhos de Salto denunciaram que menores que usando a cobertura dos cibercafés, iam a páginas de conteúdo sexual. Desde esse ano até 2015, o Plano Ceibal tem filtros de referência internacional que bloqueiam as páginas de conteúdo para adultos. É um filtro de conteúdo em cada ponto de ligação â a Internet da rede Ceibal, o qual avalia o conteúdo de cada página para decidir se bloqueia-o ou não quando o usuário está a entrar. O filtro é um software chamado DansGuardian, utilizado por governos e instituições educativas de todo o mundo e que cumpre com o protocolo estabelecido na norma americana Children's Internet Protection Act (CIPA).
A Organização Internacional para as Migrações no Uruguai tem feito ateliês de capacitação para prevenir a captação de rapazes, raparigas e adolescentes por parte das redes de pornografia infantil ou a escravidão. Estes cursos destinados a Inspectores do Plano Ceibal de todo o país, são apoiados pelo Conselho de Educação Inicial e Primária da Administração Nacional da Educação Pública.

## Efeitos

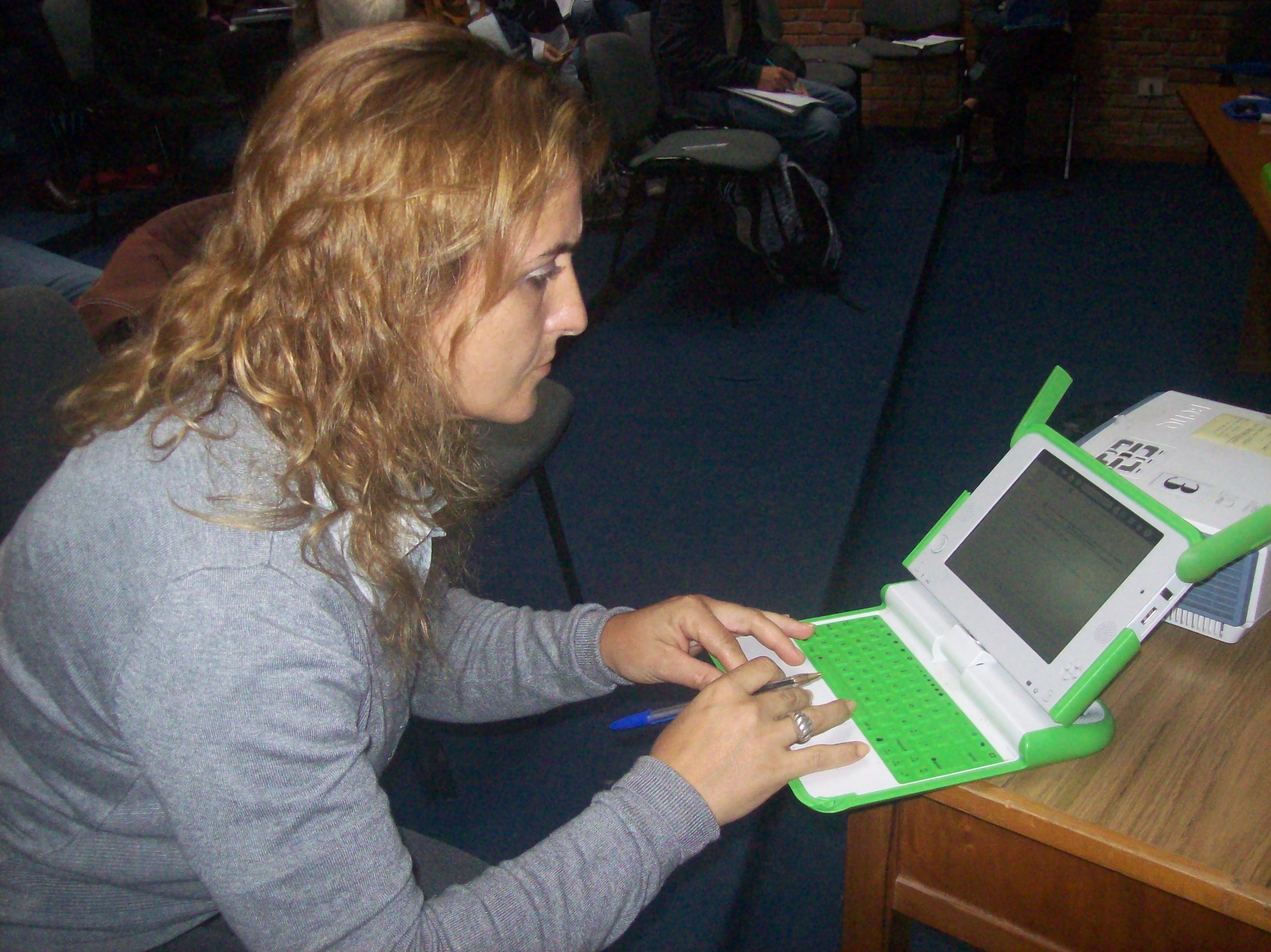
Docente do CFE usando o seu XO.

Um dos efeitos mais óbvios é a melhora nas classificações internacionais de "preparação tecnológica" do Uruguai. O índice Network Readiness Index (NRI) do Fórum Económico Mundial subiu de 3.67 pontos em 2006-2007 a 4.28 pontos em 2011-2012. Com isso o Uruguai passou do lugar 60 na lista ao 44 ultrapassar países da região como o Brasil, o México e a Costa Rica.
Frank William La Rue, relator especial da ONU para a liberdade de opinião e expressão, afirmou na sua visita ao Uruguai que o Plano Ceibal é "um grande exemplo para o mundo". O especialista também assinalou que, no caso do Plan Ceibal manter o seu alcanço durante duas generações mais,  o Uruguai terá a população com os melhores indicadores educativos do continente.
O informe da investigação “El Plan Ceibal: Impacto comunitario e inclusión social” feito nos anos 2009 e 2010 pela Faculdade de Ciências Sociais e OBSERVATIC, revela percepções e opiniões favoráveis dos beneficiários do Plano Ceibal.
Por outra parte, em 2013 um informe independente do Instituto de Economia da Universidade da República, financiado pelo próprio Plano Ceibal e pela ANEP; publicou os resultado da avaliação independente acerca da implementação efectiva do Plano Ceibal. Estes resultados informaram que não melhorou o desempenho dos educandos a matemática e na leitura. Também alertou acerca da falta de formação dos professores nos vários ciclos do ensino. Desde a Direcção Geral do Ensino Primário pediu-se mais tempo para avaliar os resultados.
 O informe nota que a sua descoberta de maus resultados a matemática e na leitura "se encuentran en línea con la mayor parte de la literatura sobre el impacto del uso de computadoras en el aprendizaje, la cual encuentra resultados nulos o negativos". Isto é, que existe um consenso na literatura internacional desde vários anos, em relação a que estes planos outorgam resultados nulos ou negativos nas medições concretas, como pode ver-se nesta outra série de estudos publicada no The New York Times en 2010.